# Cratère d'Acraman
Le cratère d'Acraman est un vestige érodé d'un ancien cratère d'impact (ou astroblème) situé dans la chaîne Gawler en Australie-Méridionale. Son emplacement est marqué par le lac à sec Acraman, une dépression circulaire d'environ 20 km de diamètre.
La découverte du cratère et celle, indépendante, de ses éjectas a été publiée dans la revue Science en 1986,. La preuve de l'impact inclut la présence de shatter cones et de quartz choqué dans le substratum rocheux des îles du lac Acraman.
Le cratère est très érodé et sa taille d'origine doit être déterminée par des moyens indirects. Certains auteurs estiment que le diamètre original pouvait aller jusqu'à 85 à 90 km tandis que d'autres suggèrent une taille plus petite, peut-être seulement de 35 à 40 km, plus proche de celle de la dépression dans laquelle se trouve le lac Acraman. La plus grande estimation de taille impliquerait une libération d'énergie équivalente à 5,2 × 106 mégatonnes de TNT.
L'impact est estimé avoir eu lieu il y a environ 580 millions d'années au cours de la période édiacarienne ; cet âge n'est pas déterminé par le cratère lui-même mais par rapport à la position des éjectas dans les couches sédimentaires environnantes.